# Koy Thuon
Koy Thuon (ur. 1933, zm. 1977) – kambodżański polityk, jeden z czołowych funkcjonariuszy reżimu Czerwonych Khmerów. Używał pseudonimu partyjnego Thuch.
Początkowo pracował jako nauczyciel w Liceum Sisowatha w Phnom Penh. Od 1960 działał w KPK. W 1971 wszedł w skład Komitetu Centralnego. Stał na czele struktur partii w prowincji Siem Reap, był odpowiedzialny za zorganizowanie powitania Norodoma Sihanonouka w ruinach Angkoru. W rządzie Demokratycznej Kampuczei pełnił funkcję ministra handlu wewnętrznego. W styczniu 1977 oskarżony o wrogość wobec partii, osadzony w więzieniu Tuol Sleng, torturowany, niedługo później zamordowany.